# Mark Sixma
Mark Sixma (Breda, 21 de febrero de 1983) es un productor neerlandés de trance y música house y DJ. En su carrera de Sixma tiene entre otras personas que trabajan por sus colaboraciones con Armin van Buuren, Faruk Sabanci y W&W.

## Carrera
Mark Sixma realizó su primera producción notable de música trance con Def Tactical y también lanzó un proyecto 6 EP en Five AM Records. Esto fue seguido por un lanzamiento llamado Destination 6 y recibió el estado de 'Tune of the Week’ en el programa de radio de Armin van Buuren, A State of Trance. Su siguiente sencillo lo llevó a inscribirse en el sello discográfico Armada Music , 'Fade 2 Black' lo hizo ganar una vez más el estatus de 'Tune of the Week' en A State Of Trance.
Armin van Buuren ha seleccionado las pistas de Sixma para su compilación anual de A State Of Trance durante tres años.
En 2013, Sixma lanzó un sencillo llamado 'Requiem' en el sello ' Mainstage Music ' de W&W que llegó a la cima en el trance chart de Beatport y fue la pista de trance más reproducida en 2013.
También remezcló la icónica canción llamada ' Adagio for Strings 'en el cual fue apoyado por muchos artistas como Markus Schulz, Cosmic Gate y Andrew Rayel.
Realizó una gira por todo el mundo con el Festival A State of Trance junto a Ferry Corsten , Armin Van Buuren y otros DJ, y también actuó en Ultra Music Festival. No ha ingresado en la encuesta DJmag top 100 DJs.

## Discografía

### Sencillos

#### 2007
- "Destination 6" (Mark Sixma presents M6)
- "Invictus" (with Def Tactical)

#### 2008
- "Fade 2 Black"
- "Visionary"
- "Amazon Dawn / There And Back Again" (Mark Sixma presents M6)

#### 2009
- "Piranha" (con Re:Locate)
- "Into The Unknown / Byte Me" (Mark Sixma presents M6)
- "Interplay" (Mark Sixma presents M6, with B.E.N)
- "Origin" (Mark Sixma presents M6, with Willem van Hanegem)
- "Paradise Lost / Opus Sectrum" (Mark Sixma presents M6)
- "Terminal 69" (con Willem Van Hanegem)
- "Deep Inside" (Mark Sixma presents M6)
- "Silverback / Ultimatum" (Mark Sixma presents M6)

#### 2010
- "Hidden Light" (Mark Sixma presents M6, con Klauss Goulart)
- "The Flow" (Mark Sixma presents M6)
- "Walking Away" (Featuring Dee-On)
- "Forsaken"
- "The Rising / Obscura" (Mark Sixma presents M6)
- "Genesis / Inferno" (Mark Sixma presents M6, con Willem van Hanegem)
- "Want To Fly" (con Klauss Goulart, featuring Outono Em Marte)
- "Days Of Wonder" (Mark Sixma presents M6)

#### 2011
- "Unspoken / Forgotten Shores" (Mark Sixma presents M6)
- "Twist" (con W&W)
- "Fair & Square" (Mark Sixma presents M6)
- "Arrivals"

#### 2012
- "Cupid's Casuality" (con Amba Shepherd)
- "Starbust" (con Faruk Sabanci)
- "Perlas" (con Fisherman & Hawkins)

#### 2013
- "Requiem"
- "Rio" (con Klauss Goulart)
- "Tripod" (con Faruk Sabanci)
- "Character"
- "Refused" (con Jerome Isma-Ae)

#### 2014
- "The Saga" (con Chris Schweizer)
- "Shadow" (W&W edit)
- "Adagio For Strings"
- "Rise Up" (con Kill The Buzz)

#### 2015
- "Vendetta"
- "Panta Rhei" (con Armin van Buuren)
- "Stellar"
- "Connected" (como Mark Sixma presents M6, con Audyon)
- "Restless Hearts" (con Emma Hewitt)
- "Chased"  (con Andrew Rayel)

#### 2016
- "Cupid's Casualty"  (junto a Futuristic Polar Bears con Amba Shepherd)
- "Way to Happyness"  (con Jonathan Mendelsohn)
- "Fuego"  (Mark Sixma presents M6)
- "Omega"
- "Rebirth"  (Mark Sixma presents M6 & Standerwick)

#### 2017
- "Invincible"  (con Betsie Larkin)
- "Heartbeat" (como Mark Sixma presents M6)
- "Destiny"
- "Missing" (con Emma Hewitt)

#### 2018
- "Prime" (con Husman)
- "Gladiator" (con KSHMR)
- "Sinfonia"
- "The Clock"

#### 2019
- "Million Miles"

### Sin lanzamiento oficial
- Epic Sounds (ID) (con KSHMR)
- Beats Knock